# Regina Todorenko
Regina Petrovna Todorenko (Oekraïens: Регіна Петрівна Тодоренко, Russisch: Регина Петровна Тодоренко; Odessa, 14 juni 1990), is een Oekraïens zangeres en televisiepresentatrice.

## Biografie
Regina Todorenko werd geboren op 14 juni 1990 in de Oekraïense stad Odessa in een gezin van creatieve mensen.
In januari 2014 werd Todorenko de nieuwe presentatrice van het programma "Orjol & Resjka".
In 2015 nam Todorenko bracht haar debuutnummer Heart's Beating uit. Daarvoor had ze deel uitgemaakt van de groep Real O. Daarnaast nam ze deel aan de Russische "Voice". Bij de audities zong ze het lied "Notsjenka" van Tina Karol. Haar coach was Polina Gagarina.

## Prijzen
- 2016: M1 Music Awards-nominatie voor de videoclip "Heart's Beating"[3]

## Discografie

### Singles
- 2015 - Heart's Beating
- 2015 - Ty mne noezjen
- 2016 - Mama